# Дворецька Олександра Миколаївна
Олександра Дворецька (нар. 13 серпня 1990, Автономна Республіка Крим) — громадська діячка, правозахисниця, член правління Благодійного фонду Восток SOS.

## Біографія
Олександра Миколаївна Дворецька народилася в селі Ароматне Білогірського району Автономної Республіки Крим.
У 2002 році сім'я переїхала до міста Сімферополя. Олександра закінчила середню загальну школу № 10 та у 2007 році вступила до Таврійського національного університету ім В. І. Вернадського на філософський факультет, здобула ступень магістра за напрямком «політологія».
Одружена з громадським діячем та правозахисником Рєуцьким Костянтином, має сина Нікіту (2015 р.н.)

## Громадська діяльність
В студенські роки була співорганізаторкою Кіноклубу соціального та класичного кіно філософського факультету, членкинею незалежної студентської профспілки «Студентська дія». В 2010 році брала активну участь в організації протестів студентів проти платних послуг, введенних Постановою № 796.
У 2010 році судилася з Сімферопольською міською радою проти введення «комендантської години» в нічний час для неповнолітніх. У 2011 році стала засновницею Кримського правозахисного центру «Дія»
У 2011 році подала позов на рішення Сімферопольської міської ради проти обмеження права на мирні зібрання. Після 6 місяців розгляду справи Залізничний районний суд міста Сімферополя задовольнив скаргу студентки Олександри Дворецької та скасував рішення міської ради.
В 2012 році заснувала Мережу правових приймалень Криму [Архівовано 22 вересня 2014 у Wayback Machine.], мережа надавала безплатні юридичні послуги для жителів Алушти, Джанкоя, Керчі, Сімферополя та Ялти до квітня 2014 року.
В 2013 році була представником позивача у справі примусу до участі у мирних зібраннях дітей (школярів) «Партією регіонів» у Луганську. Справу було втрачено в Донецькому апеляційному адміністративному суді влітку 2014 року через окупацію міста.
В 2013—2014 році була активною учасницею Євромайдану в Сімферополі, Луганську та Києві.
В лютому-березні 2014 році брала участь в акціях за Єдину Україну на території Автономної Республіки Крим, координувала волонтерів та журналістів під час початку збройної агресії Російської Федерації та окупації півострова. Була волонтером громадської ініціативи КримSOS.
Через погрози і переслідування в березні 2014 року покинула територію Автономної Республіки Крим. Продовжувала допомагати ініціативам по вивозу українських військових з Криму, а також переселенцям, які через погрози і переслідування покидали кримські міста.
В квітні 2014 року стала співзасновницею та координаторкою Благодійного фонду Восток-SOS.
В листопаді 2014 року журналом Фокус спільно з іншими волонтерами Олександру Дворецьку було включено до рейтингу ТОП-100 найвпливовіших жінок України на 1 місце.

## Політична діяльність
В червні 2019 році Олександра Дворецька стала кандидаткою в народні депутати України до Верховної Ради України за списком політичної партії «Голос» за № 29 у списку.
В серпні 2019 року Олександра Дворецька стала координаторкою Офісу з розробки гуманітарної політики України в напрямку гуманітарної та інформаційної політики на тимчасово окупованих територіях у Міністерстві культури, молоді та спорту України.
В жовтні 2019 року стала організаторкою Форуму Єдності у Маріуполі, участь у якому взяв Президент України Володимир Зеленській та ТОП-посадовці України.
В лютому 2020 року стала організаторкою Форуму Age of Crimea, присвяченого 6 річниці окупації Криму. В рамках форуму Президентом України було підписано Указ про День спротиву окупації Автономної Республіки Крим та міста Севастополя.

## Нагороди
- Ювілейна медаль «25 років незалежності України» (2016)[16]